# Tears Dry on Their Own
«Tears Dry on Their Own» — сингл британской певицы и автора песен Эми Уайнхаус с её второго и последнего альбома Back to Black (2006). Песня была спродюсирована Салаамом Реми и выпущена на лейбле Island Records 13 августа 2007 года став четвёртым синглом в альбоме. В то время как мелодия и слова песни были написаны самой Уайнхаус, музыка за её голосом является интерполированной версией «Ain’t No Mountain High Enough», хита Марвина Гэя и «Тамми Террелл, перезаписанная супружеским дуэтом Эшфорд и Симпсон.
Песня получила в целом положительные отзывы от критиков, которые хвалили вокал Уайнхаус и чувство оптимизма, присутствующее в песне, которая описывается как самая оптимистичная в альбоме. Композиция в жанре ритм-н-блюз с элементами соул-музыки сочетает в себе повествование о восстановлении после разрыва отношений и оптимистичную, живую мелодию.
Оригинальная версия трека включена в посмертный альбом Lioness: Hidden Treasures (2011). Песня также включена в саундтрек к Эми», документальному фильму 2015 года о жизни Уайнхаус.

## История создания
Запись песни проходила в ноябре 2005 года в студиях Zoo Records в Майами и Sole Channel Studios в Нью-Йорке под руководством Салаама Реми. Это первая песня записанная Уайнхаус для альбома Back to Black. По её словам «Tears Dry on Their Own» это композиция о разрыве с Блэйком Филдером-Сивилом: «Я не должна была начинать отношений с ним, так как он уже встречался с кем-то ещё. Эта песня о том, как после того как мы расстались я сказала себе: „Ок, тебе сейчас очень плохо, но ты сможешь разобраться с этим“».

## Музыкальное видео
Съёмки видео на песню проходили 22 мая 2007 года в Голливуде, штат Калифорния. Клип был впервые выпущен 18 июня 2007 года и размещён в iTunes Store. На YouTube видео было выложено уже в 2009 году, когда на этом сервисе впервые появился официальный аккаунт певицы. Режиссёром музыкального видео выступил Дэвид Лашапель, в нём Уайнхаус во время исполнения своей песни показывается идущей по Эхо-парку, а также находящейся в Grand Hotel, расположенном на бульваре La Cienega.
Видео начинается с Эми сидящей в гостиничном номере залитым солнечным светом, вскоре эта картинка начинает чередоваться с другой: Эми идёт по оживлённой улице Эхо-парка, наполненной часто эксцентрично выглядящими людьми, сталкиваясь с прохожими, но продолжая идти дальше. В конце видео она показана снова сидящей на своей постели в номере, на этот раз с несколькими пустыми бутылями из под спиртного на кровати и около неё.

## Критика
«Tears Dry on Their Own» получила в целом положительные отзывы от критиков. Так, репортёр BBC Music Фрейзер Макаллайн дал композиции четыре звезды из пяти, описав её как воссоздающую золотые дни соул-музыки 60-х, что отмечено также и в ревью Billboard, автор которого помимо замечания о том, что в «Tears Dry on Their Own» Уайнхаус совмещает лучшее из современной соул-музыки и соула 60-х, также замечает, что здесь Уайнхаус совмещает свой «неизбежный финал» в отношениях с любым мужчиной с «Ain’t No Mountain High Enough» в исполнении Николаса Эшфорда и Валери Симпсон.
Pitchfork включил композицию в свой топ-100 лучших треков 2007 года поставив её на 78 место. В своём ревью на песню Стюарт Бергман, рецензент Pitchfork, замечает, что меланхоличный образ Уайнхаус здесь резко контрастирует с тем, какой она обычно предстаёт в таблоидах.

## Список треков и форматов
| UK CD single | UK limited edition clear 7" single |
| --- | --- |
| 1. «Tears Dry on Their Own» — 3:06 2. «You’re Wondering Now» — 2:31 3. «Tears Dry on Their Own» (Alix Alvarez Sole Channel Mix) — 6:42 4. «Tears Dry on Their Own» (Al Usher Remix) — 7:00 5. «Tears Dry on Their Own» (Video) | - Сторона «А»: 1. «Tears Dry on Their Own» — 3:06 - Сторона «Б»: 1. «Tears Dry on Their Own» (NYPC's Fucked Mix) — 4:39 |
| UK 12" single | Цифровая дистрибуция — Remixes & B-Sides EP (2015) |
| - Сторона «А»: 1. «Tears Dry on Their Own» (Alix Alvarez Sole Channel Mix) — 6:42 - Сторона «Б»: 1. «Tears Dry on Their Own» (Al Usher Remix) — 7:00 2. «Tears Dry on Their Own» — 3:06                                        | 1. «Tears Dry on Their Own» (Vodafone Live at TBA) — 3:23 2. «Tears Dry on Their Own» (Alix Alvarez Sole Channel Mix) — 5:35 3. «Tears Dry on Their Own» (NYPC’s Fucked Mix) — 4:39 4. «Tears Dry on Their Own» (Al Usher Remix) — 6:59 5. «Tears Dry on Their Own» (Kardinal Beats Remix) — 3:21 |

### Официальные музыкальные версии и ремиксы
- Альбомная версия — 3:06
- Radio Edit — 3:08
- Al Usher Remix — 7:00
- Alix Alvarez Sole Channel Mix — 6:42
- Kardinal Beats Remix — 3:20
- NYPC's Fucked Mix — 4:39

## Коммерческий успех
«Tears Dry on Their Own» дебютировал в музыкальных чартах Великобритании в августе 2013 года ещё до официального старта продаж назначенного на 13 число этого месяца. 1 августа сингл занял 67 место в UK Singles Chart и вошёл в топ-40 поднявшись до 37 места уже после официального релиза. К концу месяца было продано более восьми тысяч цифровых копий сингла, что позволило ему подняться до 16 места, своей высшей позиции в чарте. Согласно данным The Official Charts Company к концу года в Великобритании было продано более 84 тысяч копий сингла, в декабре он занимал 54 место проведя 21 неделю в чарте.
За пределами Великобритании сингл был популярен в основном в чартах континентальной Европы и Ирландии, в которой он дебютировал заняв свою пиковую 26 позицию в IRMA уже к 16 августа. В Бельгии сингл поднялся до 15 позиции в чартах Валлонии и 3 позиции в чартах Фландрии. В Северной Америке сингл не достиг достаточного числа продаж, чтобы попасть в Billboard Hot 100, попав только в топ-40 Hot Adult R&B Airplay.

### Позиции в чартах
| Чарт (2007-08)                             | Пиковые позиции |
| ------------------------------------------ | --------------- |
| Бельгия/Фландрия (Ultratip Bubbling Under) | 3               |
| Бельгия/Валлония (Ultratip Bubbling Under) | 15              |
| Нидерланды (Single Top 100)                | 100             |
| European Hot 100 Singles                   | 49              |
| Франция (SNEP)                             | 87              |
| Германия (GfK)                             | 56              |
| Венгрия (Rádiós Top 40)                    | 38              |
| Ирландия (IRMA)                            | 26              |
| Швеция (Sverigetopplistan)                 | 24              |
| Великобритания (OCC UK Singles)            | 16              |
| UK R&B Singles Chart                       | 6               |
| U.S. Adult R&B (Billboard)                 | 40              |

| Чарт (2011)                               | Пиковые позиции |
| ----------------------------------------- | --------------- |
| Belgian Back Catalogue Singles (Flanders) | 8               |
| Belgian Back Catalogue Singles (Wallonia) | 23              |
| Ирландия (IRMA)                           | 44              |

### Сертификации
| Регион               | Сертификация      | Число продаж |
| -------------------- | ----------------- | ------------ |
| Великобритания (BPI) | серебряный статус | 200 000+     |

## Творческая группа
«Tears Dry on Their Own»
- Звукозапись — Франклин Сокорро, Глейден «Ги» Дисла, Шомари «Шо» Диллон
- Сведение — Том Элмхерст, Мэтт Пол
- Продюсер, бас-гитара, фортепьяно, гитара — Салаам Реми
- Текст и бэк-вокал — Эми Уайнхаус[32]
- Ударные — Трой Оксли-Уилсон
- Бас-труба, труба, флюгельгорн — Брюс Пёрс
- Саксофон (баритон, тенор и альт), флейта, кларнет, фортепиано, челеста, гитара — Винсент Генри

«You’re Wondering Now»
- Звукозапись — Джон Мун
- Текст — Николас Эшфорд, Валери Симпсон, Клемент Додд[32]

## Хронология релиза
| Страна         | Дата            | Формат                                  | Лейбл           |
| -------------- | --------------- | --------------------------------------- | --------------- |
| Ирландия       | 10 августа 2007 | Цифровая дистрибуция                    | Island Records  |
| Ирландия       | 10 августа 2007 | CD-сингл                                | Island Records  |
| Великобритания | 13 августа 2007 | Maxi single                             | Island Records  |
| Великобритания | 13 августа 2007 | CD-сингл                                | Island Records  |
| США            | 13 августа 2007 | Цифровая дистрибуция                    | Universal Music |
| США            | 13 августа 2007 | Extended play (EP) digital              | Universal Music |
| США            | 13 августа 2007 | Цифровая дистрибуция (Al Usher’s Remix) | Universal Music |